# Papáfi (métro de Thessalonique)
Pour les articles homonymes, voir Papáfi.
Papáfi est une station de métro à Thessalonique, en Grèce. Située sur les lignes 1 et 2 du métro de Thessalonique entre Panepistímio et Efklídi, elle a ouvert le 30 novembre 2024, à l'occasion du lancement du réseau.